# 冷木星

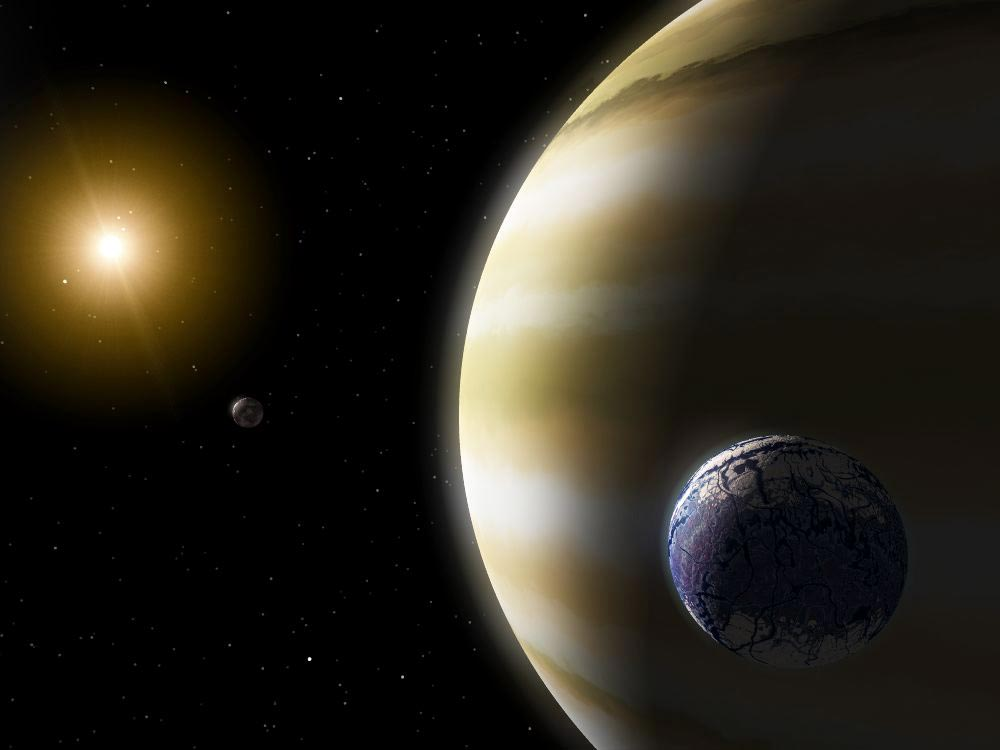
一顆藝術家想像的冷木星。

冷木星（英語：Cold Jupiter），亦稱雙生木星（〕是一種系外氣體巨行星，它們的質量接近或是超過木星質量（1.9 × 1027 kg），並且以與太陽系類木行星相大致相同形式的軌道繞著其母恆星公轉。在我們的太陽系內，木星和土星都是這一類型行星。「冷木星」意味著行星的軌道位於行星系外側較冷的區域內，但卻並未考慮來自行星的內熱。

## 結構

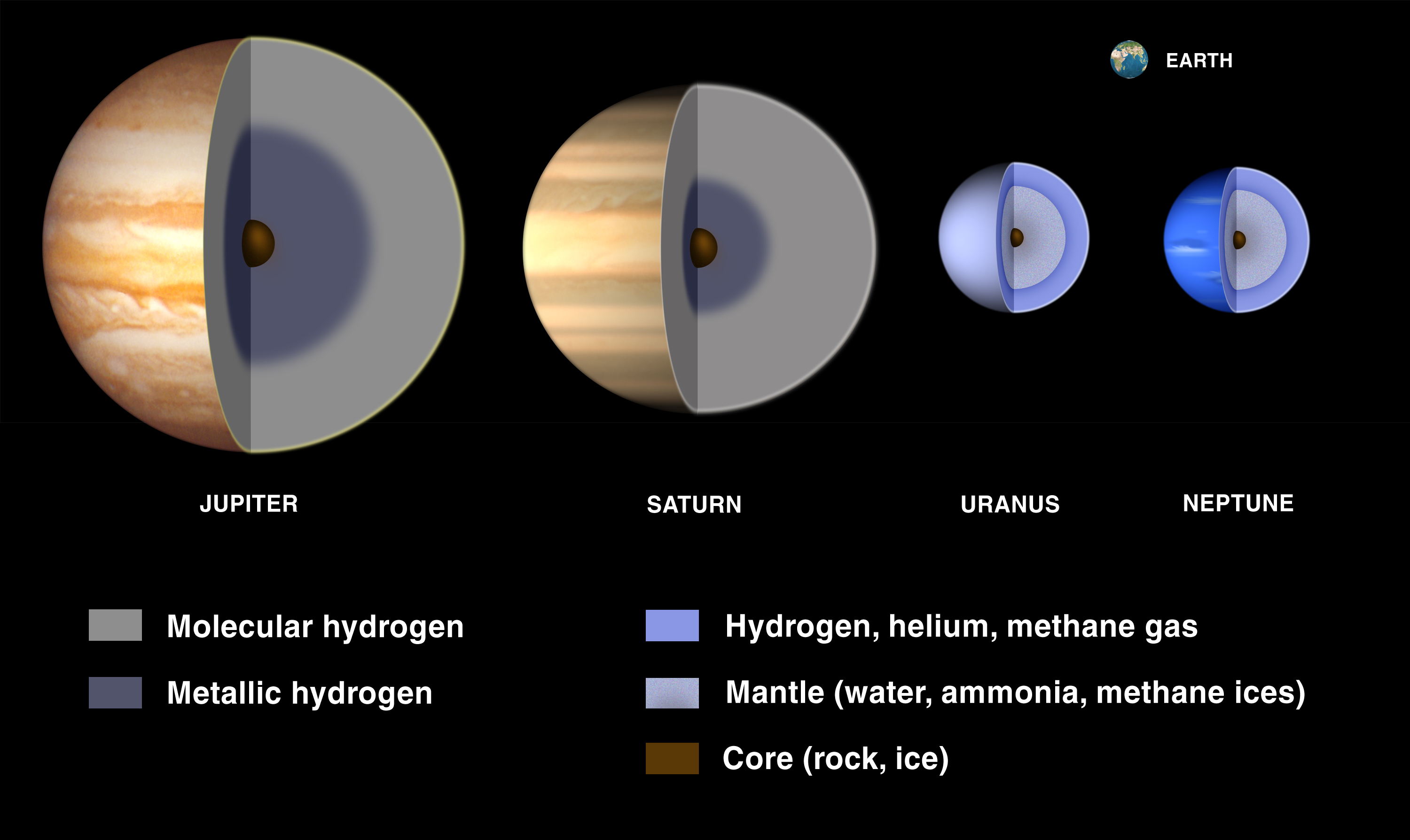
太陽系冷木星和冰巨星的內部構造

冷木星約90%的大氣層都是由氫氣組成，而氦氣則構成了大氣層的3至12%不等。這些輕元素佔了行星大氣層的總質量超過90%，而剩餘的僅為其他氣體。這些氣體包括甲烷、水蒸氣和氨氣。在其濃厚的大氣層下，可能存在一個固體的核心。這個固態核心主要由融熔岩石組成，而行星的重元素也主要集中在核心中。但是，由於冷木星本身的質量較大，其內部產生的壓力有可能將核心融化掉，並因此令到整個行星再沒有任何固體表面的存在。

## 物理特徵

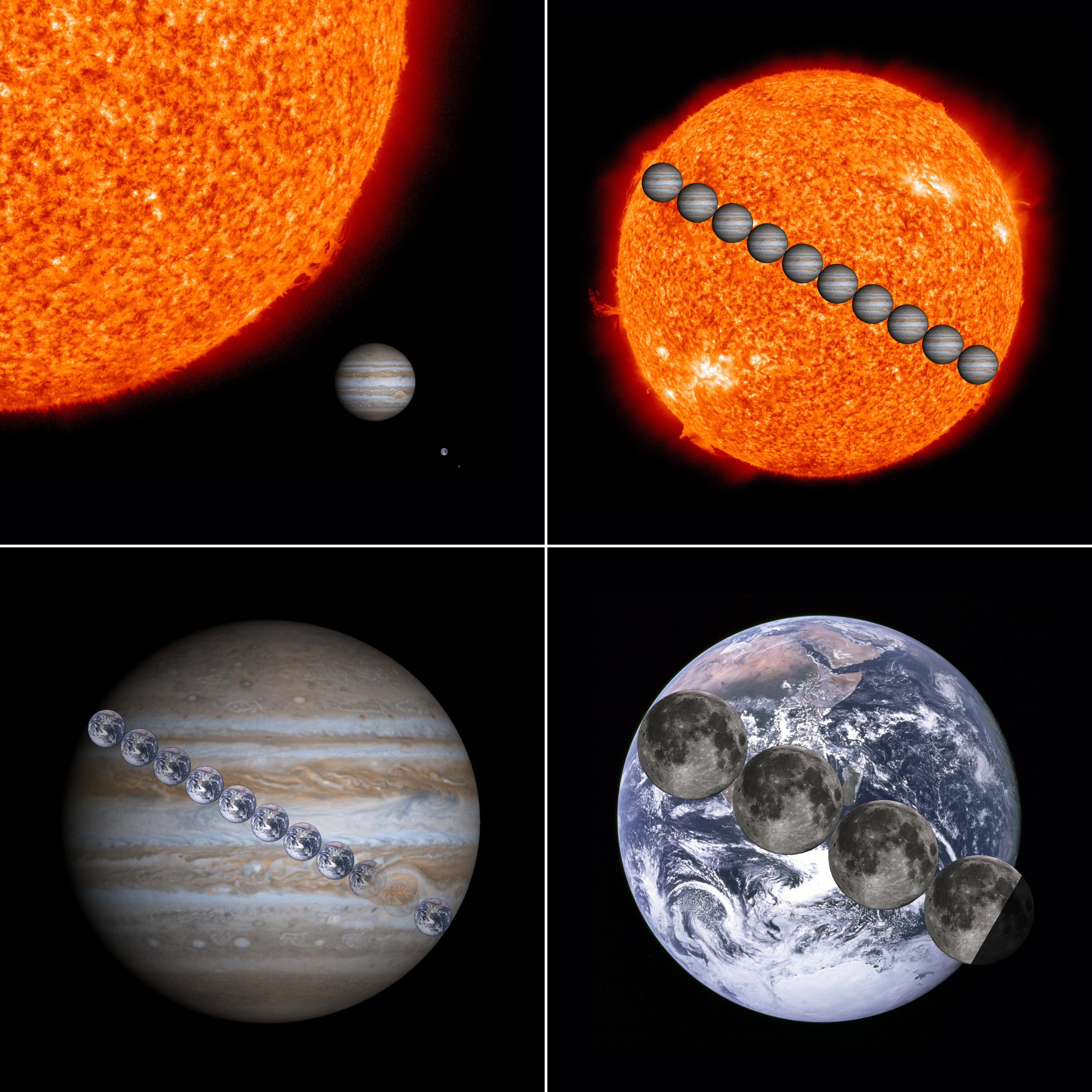
太陽、木星、地球與月球的半徑比例圖

冷木星是其中一種擁有最大體積的行星。它們能容納數百個地球，甚至逾千個地球。它們的質量亦非常高，一般比地球重數十倍，但部分比地球重數百倍。儘管如此，相比起恆星的質量，冷木星仍然相對輕得多。而因為它們是氣體巨行星，所以其密度較低，約為每立方厘米1克，比類地行星的密度（每立方厘米3-6克）低得多，部分冷木星密度更低於水的密度（每立方厘米1克）。如果將它們放在水中的話,它會浮在水中呢!冷木星的自轉週期亦非常之短促，通常少於半個地球日。而由於冷木星的密度較低、自轉較快和流體本質的可變性，所以它們的扁率比類地行星要高得多。因為冷木星距離母恆星較遠，所以它們的軌道週期較長，例如木星的軌道週期約為12年。而同樣校由於它們距離母恆星較遠，所以其表面溫度僅為100 K至200 K。儘管如此，它們所產生的內熱卻可達20000 K，全因其巨大壓力所致。而且，克赫歷程更能讓這些冷木星釋放的熱力比從恆星接收的熱力還要多。
在薩達斯基太陽系外行星分類法中，冷木星主要為第一型行星，即氨雲型行星。它們以氨作為雲的主要成分，並且溫度必須在150 K以下才能形成。熱木星主要為第四型和第五型行星。而第二型和第三型則徘徊在冷木星和熱木星之間，因為它們的表面溫度不符合「冷」木星的要求，但溫度又不及熱木星般高。

## 太陽系中的冷木星

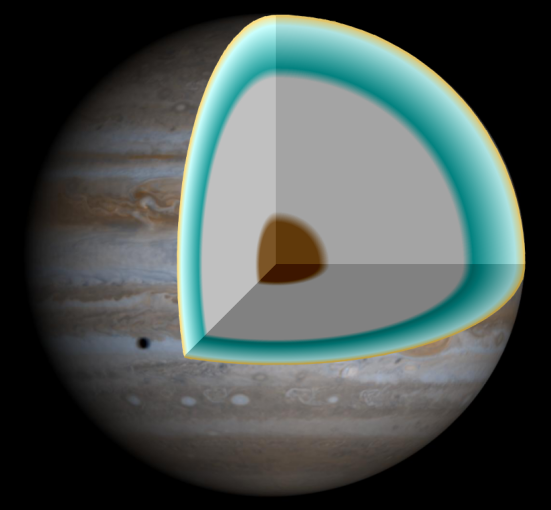
木星的內部結構，其中大部分為金屬氫。

### 木星
「冷木星」一名是取自木星，這代表木星是冷木星的一個典型例子。木星的規模非常大，其半徑為71,492公里，約為地球的11倍。而其體積則為1.43128×1015立方公里，約為地球的1300倍。
其規模是如此的大，木星本身甚至能容納太陽系中除太陽外的所有天體。其質量也非常大，約為地球的300倍，比太陽系中其他天體的質量總和還要重2.5倍。儘管其規模和質量均位列太陽系之最，但其密度仍然相對較低。作為一個氣體巨行星，其平均密度為每立方厘米1.326克，比地球（約每立方厘米5.5克）低得多。其自轉週期為9.925小時，是太陽系自轉週期最短的行星。
木星的半長軸為5.2 AU，軌道周期為11.8年。由於距離太陽甚遠，故其表面溫度僅為165 K（-108℃）。在木星的大氣中，有約90%的成分為氫，10%為氦，而剩餘的質量則主要為甲烷、氨和氘化氫。而在90%的氫中，金屬氫又佔了大多數。

### 土星

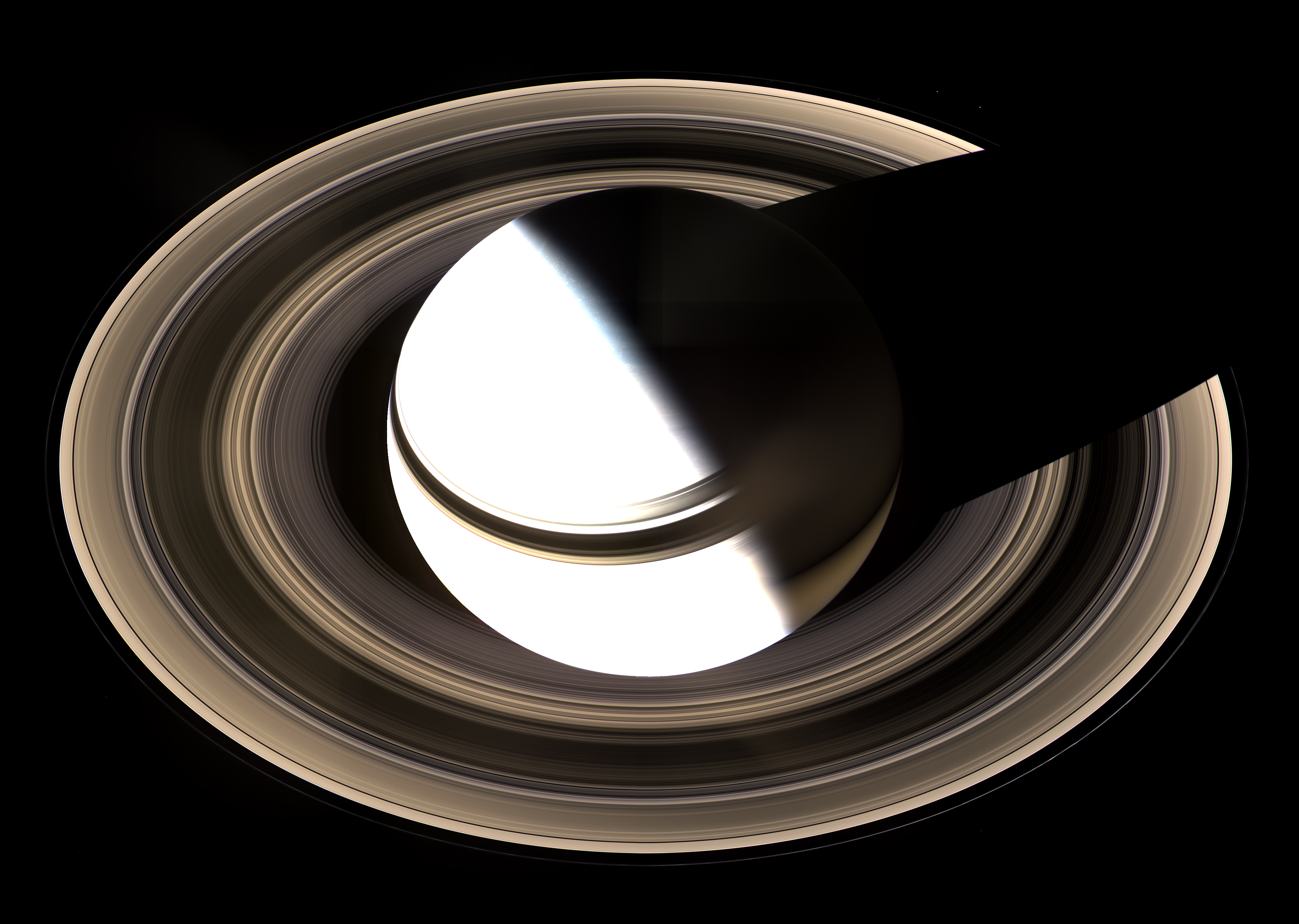
土星的環系統

土星是太陽系中物理特徵與木星最相似的行星，其本身也是一個冷木星。土星最明顯的特徵在於其明顯的行星環系統，而很多系外冷木星相信也具有環系統。土星的規模比木星稍小，體積僅為地球的760倍。其質量則比木星小得多，僅為地球的95倍。由於其密度非常低（每立方厘米0.687克），所以土星能夠浮在水上。其自轉週期（10小時32-47分鐘）比木星慢，但仍然快於類地行星。
土星的半長軸為9.6 AU，軌道周期為29年。土星與太陽的距離比木星還要遠一倍以上，所以其表面溫度僅為134 K（-139℃）。土星96%的大氣層為氫，3%為氦。與木星相同，土星大氣層剩餘1%質量主要為甲烷、氨等氣體。

### 天王星和海王星
儘管天王星和海王星均為氣體巨行星，且它們的表面溫度均比木星和土星還要低，但是因為它們的大氣結構與木星和土星不同，只有20%的成份是氫氣，因此並不能被歸類為冷木星，而會被歸類為冰巨星或冷海王星。

## 熱木星
主条目：热木星

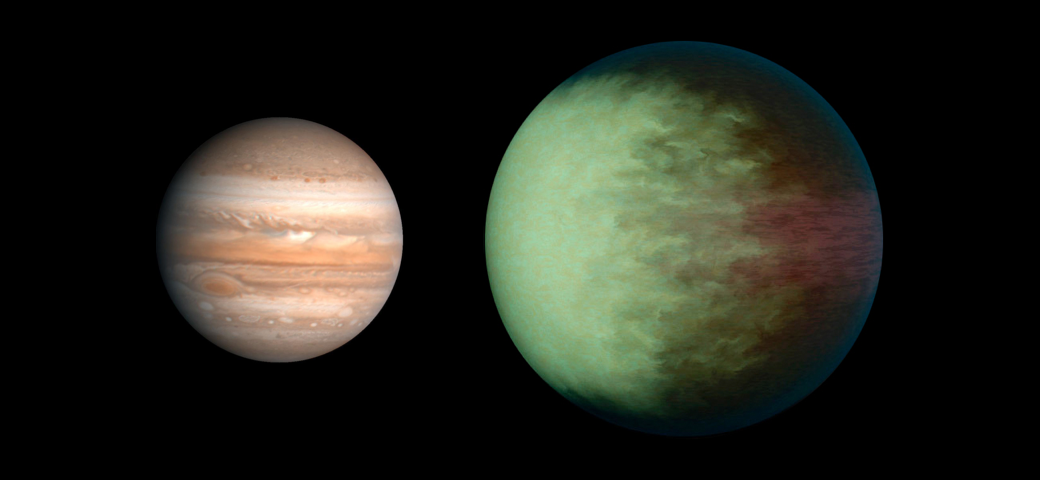
蓬鬆行星（右）與木星（左）的大小比較

與冷木星相反，熱木星是指因距離母恆星非常接近，所以表面溫度極高的氣體巨行星。它們的半長軸通常為0.5至0.015 AU，表面溫度因恆星的加熱而上升至數百開氏度。儘管如此，其物理特性在很多方面卻與冷木星相同。另外，這些熱木星其實原本也是一個冷木星，但後來因各種原因而進行了行星遷移，並變得如此接近母恆星。部份熱木星更會因恆星加熱而變成蓬鬆行星，即質量比木星小，但體積卻比木星大的氣體巨行星。

## 已知的冷木星

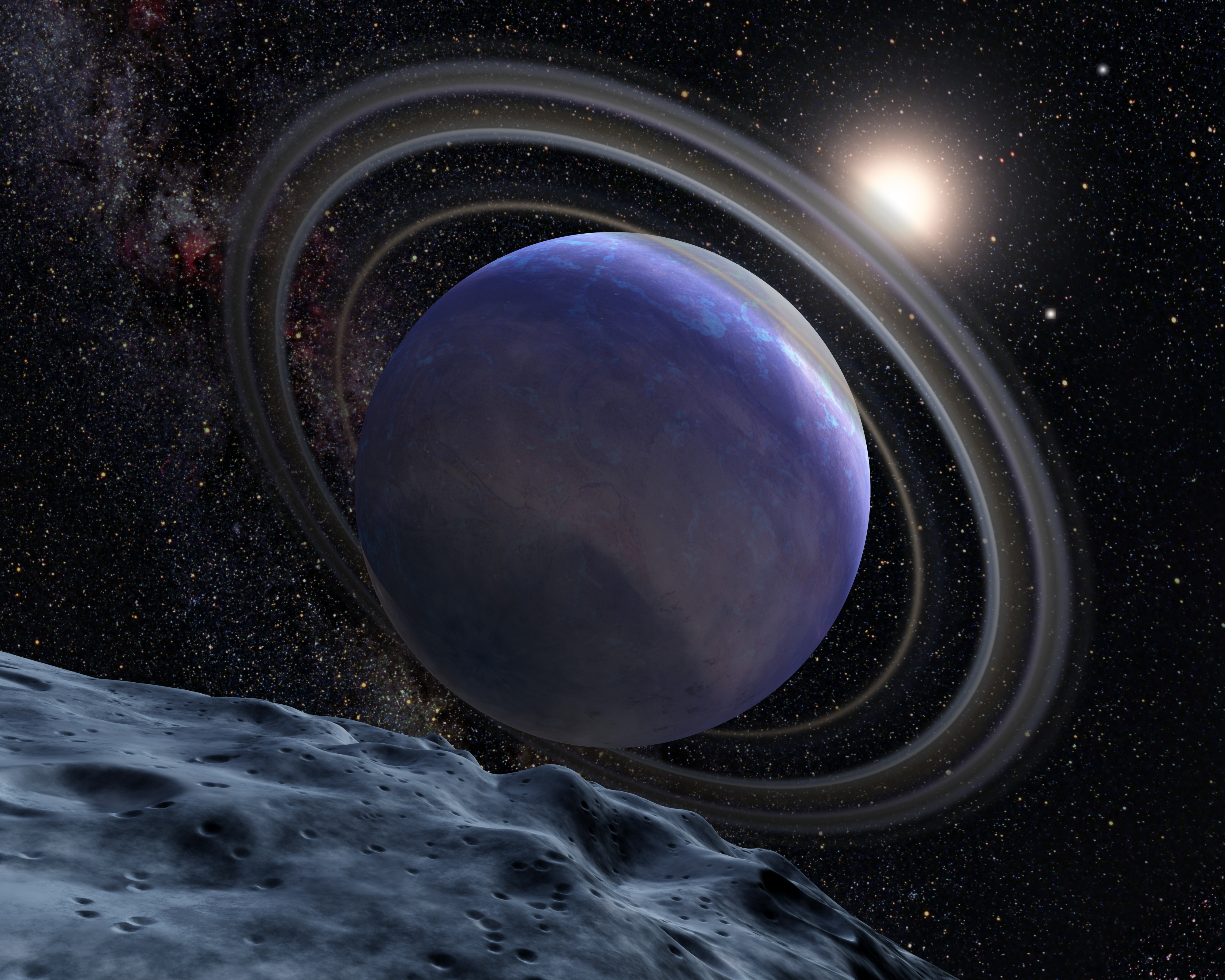
藝術家筆下的飛馬座V342b

- 木星
- 土星
- 武仙座14c
- 大熊座47c
- 大熊座47d
- 巨蟹座55d
- 波江座εb
- 天壇座μe
- 北落師門 b
- 葛利斯777b
- OGLE-2006-BLG-109Lb
- OGLE-2006-BLG-109Lc
- VB 10b
- HR 8799 b
- HR 8799 c
- HR 8799 d
- 2M1207b
- HD 70642b
- HD 154345 b

## 外部連結
- Rodriguez, Joshua. . Planet Quest. NASA. 28 May 2009  [7 September 2009]. （原始内容存档于2009年9月4日）.